# Битва за Гому (2008)
Битва за Гому (фр. Bataille de Goma) — сражение за столицу конголезской провинции Северное Киву между повстанцами-тутси (Лоран Нкунда) с одной стороны и конголезскими правительственными войсками, поддержанными войсками ООН в октябре 2008 года.

## Предыстория
Конфликт в Киву разгорелся ещё в 2004 году и явился отголоском Геноцида в Руанде. Лоран Нкунда заявил, что правительственные войска не способны обеспечить безопасность его соплеменников тутси. В 2007 году Нкунда уже пытался захватить Гому, но безуспешно. В январе 2008 года было заключено перемирие.

## Ход сражения
- 26 октября — повстанцы захватили базу правительственных сил близ Румангабо и армейский штаб в национальном парке Вирунга[1]
- 28 октября — бои завязались вблизи города Рутшуру на границе с Угандой[2]
- 29 октября — правительственные войска оставили Гому[3], однако Нкунда объявил о прекращении огня и остановил продвижение своих войск.
- 31 октября — повстанцы продолжают оставаться в 15 км от Гомы[4]
- 4 ноября — Нкунда заявил о намерении захватить столицу страны Киншасу в случае, если правительство ДР Конго не сядет за стол переговоров[5]
- 5 ноября — проправительственное ополчение народности хуту нарушило перемирие и безуспешно атаковало позиции повстанцев Нкунды в районах городов Рутшуру и Киванджа[6]
- 6 ноября — повстанцы установили контроль за городами Киванджа (к северо-западу от Рутшуру) и Ньянзале[7], вытеснив оттуда отряды Май-Май и штаб 15 бригады правительственных войск.
- 17 ноября 2008 года — несмотря на объявленное перемирие вспыхнули самые ожесточённые за последнее время бои в Ривинди в 125 км к северу от Гомы.[8]
- 19 ноября — повстанцы согласились отвести свои отряды на 40 км от Гомы[9], что может трактоваться как окончание битвы за Гому. Несмотря на это, боевые действия продолжились до марта 2009 года.